# Christa Campbell

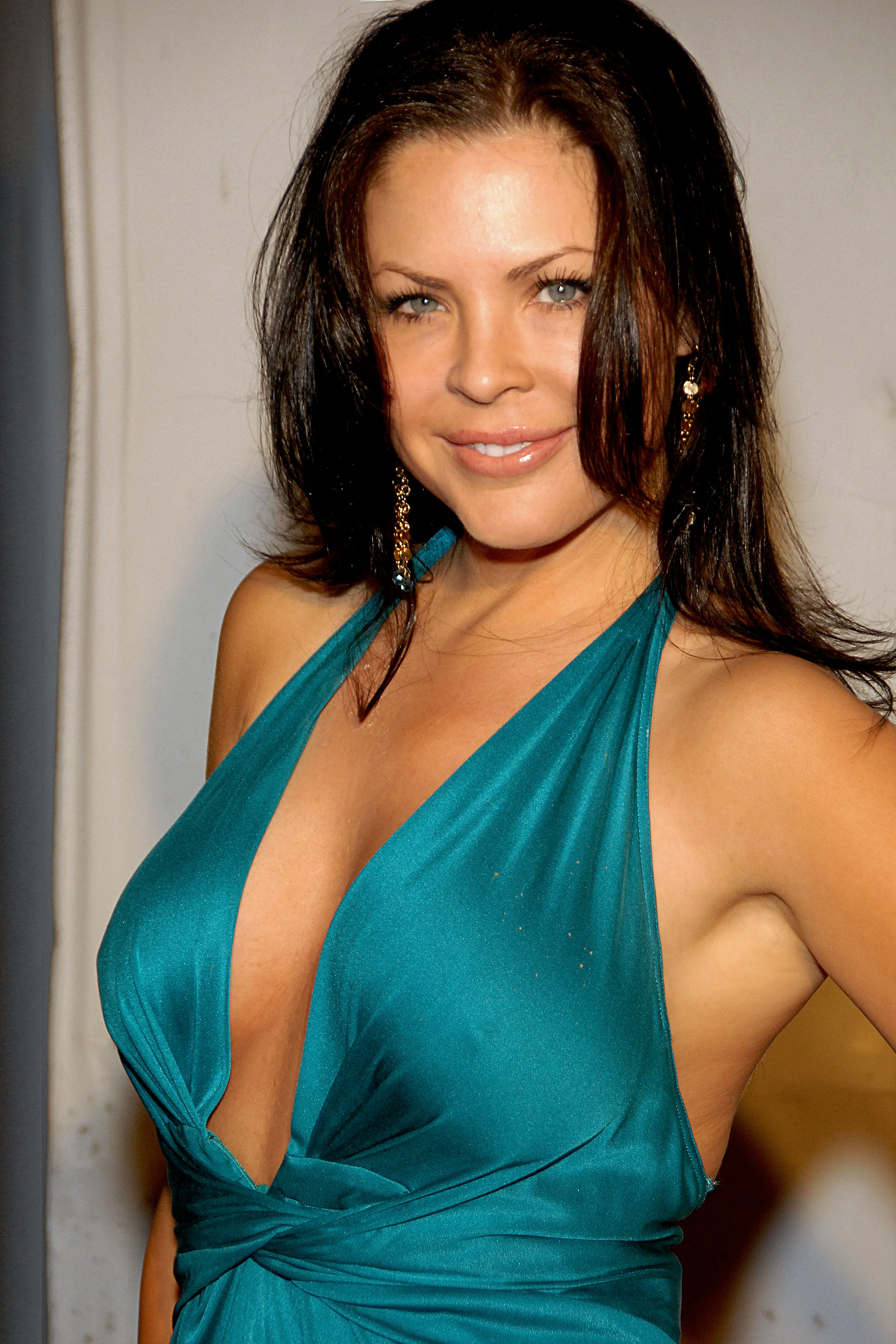
Christa Campbell in Santa Monica (2009)

Christa Campbell (* 7. Dezember 1972 in Oakland, Kalifornien) ist eine US-amerikanische Schauspielerin und Filmproduzentin.

## Leben und Karriere
Campbell debütierte im Erotikfilm Erotic Landscapes aus dem Jahr 1994 und trat in den darauffolgenden Jahren in einigen weiteren Erotikfilmen auf. Im Fernsehfilm D.O.A. (1999) spielte sie neben Christopher Guest und Eugene Levy, die ebenfalls das Drehbuch schrieben; Guest führte Regie des Films. Im Thriller The Drone Virus (2004) und im Science-Fiction-Horrorfilm Mansquito (2005) spielte sie größere Rollen. Die Horrorkomödie 2001 Maniacs (2005), in der sie an der Seite von Robert Englund auftrat, wurde 2007 für den Saturn Award nominiert.
Im Thriller The Wicker Man (2006) von Neil LaBute spielte Campbell an der Seite von Nicolas Cage, Ellen Burstyn und Leelee Sobieski eine der größeren Rollen; größere Rollen übernahm sie auch im Horrorfilm Revamped (2007) und in der Actionkomödie Hallows Point (2007). Im Horrorfilm Day of the Dead (2008) war sie neben Mena Suvari, Michael Welch, AnnaLynne McCord und Ving Rhames zu sehen.
2011 gründete sie gemeinsam mit Schauspielkollegin Lati Grobman das Independent Film Label Campbell-Grobman Films. Der erste von ihr und dem Label produzierte Film war Texas Chainsaw 3D.
2012 spielte sie die weibliche Hauptrolle im Horrorfilm Spider City. Im Juli 2013 kündigte sie ein weiteres Remake des Horrorfilmklassikers Day of the Dead an. Der Film erschien 2018 mit dem Titel Day of the Dead: Bloodline.

## Filmografie (Auswahl)

### Schauspielerin
- 1994: Erotic Landscapes
- 1999: D.O.A.
- 2000: Desire L.A. (Kurzfilm)
- 2000: Späte Abrechnung (Red Letters)
- 2001: Looking for Bobby D (Kurzfilm)
- 2004: The Drone Virus
- 2005: Mosquito Man (Mansquito)
- 2005: 2001 Maniacs
- 2005: Mozart und der Wal (Mozart and the Whale)
- 2005: Death by Engagement
- 2006: Black Hole – Das Monster aus dem schwarzen Loch (The Black Hole) (Fernsehfilm)
- 2006: End Game
- 2006: Lonely Hearts Killers (Lonely Hearts)
- 2006: The Wicker Man
- 2007: Cleaner
- 2007: Revamped
- 2007: Hallows Point
- 2007: Showdown at Area 51
- 2007: Blonde Ambition
- 2008: Gurdian
- 2008: Hero Wanted – Helden brauchen kein Gesetz (Hero Wanted)
- 2008: Day of the Dead
- 2009: (K)ein bisschen schwanger (Labor Pains)
- 2010: 2001 Maniacs 2 – Es ist angerichtet (2001 Maniacs: Field of Screams)
- 2011: Drive Angry
- 2011: The Mechanic
- 2011: Hyenas
- 2012: The Iceman
- 2013: Spider City – Stadt der Spinnen (Spiders 3D)
- 2013: The Big Wedding
- 2013: Spiders
- 2013: Homefront
- 2014: Automata
- 2014: Seed 2: The New Breed

### Produzentin
- 2013: Texas Chainsaw 3D (als Executive Producerin)
- 2014: Broadway Therapy (She's Funny That Way, Executive Producerin)
- 2016: Das Jerico Projekt (Criminal)
- 2016: Chuck – Der wahre Rocky (Chuck)
- 2017: Leatherface
- 2018: Day of the Dead: Bloodline
- 2020: Tesla